# Michel Guiomar
Pour les articles homonymes, voir Guiomar.
Michel Guiomar, né le 3 novembre 1921 à Landerneau (Finistère) et décédé le 6 janvier 2013, est un écrivain et philosophe français, professeur émérite d'esthétique à l'Université Paris-Sorbonne (Paris-IV).

## Œuvres
- Inconscient et imaginaire dans "Le Grand Meaulnes", Paris, José Corti, 1964, 254 p.
- Principes d'une esthétique de la mort : les modes de présence, les présences immédiates, le seuil de l'Au-delà, Paris, José Corti, 1967, 493 p. [une édition revue et corrigée a été publiée en 1993 par la Librairie générale française]
- Le Masque et le fantasme : l'imagination de la matière sonore dans la pensée musicale de Berlioz, Paris, José Corti, 1970, 448 p.
- Imaginaire et utopie : études berlioziennes et wagnériennes. 1, Wagner, Paris, José Corti, 1976, 383 p.
- Trois paysages du Rivage des Syrtes, Paris, José Corti, 1982, 141 p. [recueil d'articles parus dans des revues]
- Miroirs de ténèbres : images et reflets du double démoniaque :

Tome 1 : Julien Gracq, Argol et les rivages de la nuit, Paris, José Corti, 1984, 142 p.
Tome 2 : Georges Bernanos, "Sous le soleil de Satan" ou Les ténèbres de Dieu, Paris, José Corti, 1984, 135 p.
Tome 3 : Henri Bosco, "L'Antiquaire" : nocturnal à l'usage des veilleurs et des ombres, Paris, José Corti, 1984, 153 p.
- Julien Gracq : pensée musicale et création littéraire (inachevé et inédit)